# Christian Hockenbrink
Christian Hockenbrink (* 1975 in Wickede, Nordrhein-Westfalen) ist ein deutscher Schauspieler und Theaterregisseur.

## Leben

### Ausbildung und Theater
Christian Hockenbrink wuchs in Essen auf. Er studierte von 1995 bis 1998 Schauspiel an der Otto-Falckenberg-Schule in München.
Er hatte verschiedene erste Theaterengagements, u. a. am Schauspielhaus Zürich (1998, als Stani in Der Schwierige) und am Schauspiel Frankfurt (Spielzeit 2000/01, dort u. a. als Titelheld in Don Karlos, als Edmund in König Lear und als Gesangslehrer Alfred in der Strauß-Operette Die Fledermaus in einer Fassung für Schauspieler). Anschließend gehörte er von 2003 bis 2006 fest zum Ensemble des Nationaltheaters Mannheim, wo er große Rollen des klassischen Fachs spielte: Robespierre in Dantons Tod (2004), die Titelrolle in Torquato Tasso (2004), Herzog Alba in Egmont (2005), Matti in Herr Puntila und sein Knecht Matti (2005) und Melchthal in Wilhelm Tell (2006).
Von 2011 bis 2014 spielte er am Berliner Ensemble den Studenten Trofimow in Der Kirschgarten (Regie: Thomas Langhoff). Seit 2013 ist er als Gast am Schauspiel Köln engagiert.
Hockenbrink ist auf der Bühne auch als Theaterregisseur aktiv. Als Regisseur inszenierte er klassische und moderne Stücke (Brecht, Beckett, Hans Henny Jahnn u. a.), darunter auch Erst- und Uraufführungen, u. a. am Nationaltheater Mannheim, am Staatstheater Oldenburg (2007), bei der Landesbühne Wilhelmshaven (2007, 2009 und 2012), am Staatstheater Karlsruhe (2007), am Staatstheater Stuttgart (2007, 2009 und 2012), am Theater Augsburg (2008), am Schauspielhaus Bochum (2009), am Theater Aachen (2010), am Schauspiel Essen (2010, Kleists Drama Der Prinz von Homburg) und am Schauspiel Frankfurt.

### Film und Fernsehen
Regelmäßig wirkt Hockenbrink in Film- und Fernsehproduktionen mit. Im Kino debütierte er in einer Nebenrolle als Christian August Vulpius, der Bruder der späteren Goethegattin Christiane Vulpius, in Egon Günthers Filmbiografie Die Braut (1999). Seit 2014 ist er regelmäßig auch im Fernsehen zu sehen, wo er in mehreren Fernsehfilmen und zahlreichen Fernsehserien, u. a. auch in durchgehenden Serienrollen, auftritt.
In dem Fernsehfilm Der Traum von Olympia (Erstausstrahlung: Juli 2016), der das Schicksal der jüdischen Hochspringerin Gretel Bergmann schildert, verkörperte er Carl Diem, den Generalsekretär des Organisationskomitees der Olympischen Spiele 1936 in Berlin. Im Polizeiruf 110: Im Schatten (Erstausstrahlung: Oktober 2016) hatte er eine Nebenrolle als korrupter Zollbeamter Erik Lorch.
In der WDR-Fernsehserie Meuchelbeck spielt er seit 2015 den örtlichen Immobilienmakler Oliver im fiktiven Ort Meuchelbeck am Niederrhein.  In der 6. Staffel der ZDF-Serie Die Chefin (Folge 25, Erstausstrahlung: April 2016) übernahm er, an der Seite von Katharina Böhm, die durchgehende Serienrolle des ermittelnden Staatsanwalts Dr. Sebastian Hartmann. Durchgehende Serienrollen hat bzw. hatte er auch in der ARD-Serie Rentnercops (seit 2015, als Rechtsanwalt und Schwiegersohn Hanno), in der Sketch-Comedy-Serie Rabenmütter (2016–2017) und in der Sat1-Serie Einstein (2017, als Dr. Rössler, der Arzt der beiden Hauptfiguren Felix und Leon).
Er übernahm Episodenhaupt- und Nebenrollen u. a. in den Fernsehserien Mord mit Aussicht (2014, als ehem. Bäcker und tatverdächtiger Hotelkellner Heinz Lindenhofen), SOKO Köln (2015, als Hausmeister Mark Dettmer), Schuld nach Ferdinand von Schirach (2015, als Rechtsmediziner Dr. Meier), Notruf Hafenkante (2016, als Headhunter Lukas Gremme), Heldt (2016, als Kammerjäger Jens Seiffert), Frau Temme sucht das Glück (2017, als Immobilienmakler und Bräutigam Peter Wiegand, an der Seite von Theresa Scholze und Susanne Häusler) und Bettys Diagnose (2017, als Wolfgang Eigner, der Ehemann einer Patientin).
Im Oktober 2017 war Hockenbrink in der ZDF-Krimiserie SOKO Köln erneut in einer Episodenrolle zu sehen, diesmal als tatverdächtiger Unternehmensberater Dr. Helmut Kirsch. Im Tatort: Böser Boden (Erstausstrahlung: November 2017) des Ermittlerteams Falke und Grosz spielte er Henry Fohlen, einen Experten des Landesamts für Bergbau in Hannover. In der ARD-Fernsehreihe Der Zürich-Krimi war Hockenbrink in dem Fernsehfilm Borchert und die letzte Hoffnung (Erstausstrahlung: Februar 2018) in einer Nebenrolle zu sehen; er spielte Dr. Bernd Kübler, den Forschungsleiter eines kriminell handelnden Schweizer Pharma-Konzerns. Eine weitere Episodenrolle hatte Hockenbrink in der ZDF-Serie SOKO Wismar (Erstausstrahlung März 2018), als Briefzusteller Jochen Schubert, der aus übersteigerter Liebe zu einer früheren Schulkameradin zum Mörder ihres Ehemanns wird.
In dem Kinofilm Mackie Messer – Brechts Dreigroschenfilm (2018) verkörperte er Ernst Josef Aufricht, den Direktor des Theaters am Schiffbauerdamm, unter dessen Leitung Brecht/Weills Die Dreigroschenoper uraufgeführt wurde. In der 8. Staffel der ARD-Familienserie Familie Dr. Kleist (2018) hatte er eine Episodenhauptrolle als schwer erkrankter Familienvater Gerd Böhmer, der mit akuter Lebensgefahr ins Krankenhaus kommt.

### Privates
Hockenbrink ist Mitglied der Deutschen Akademie für Fernsehen. Er lebt in Köln.

## Filmografie (Auswahl)
- 1999: Die Braut
- 1999: Alphateam – Die Lebensretter im OP (Fernsehserie, Folge Der Überfall)
- 2014: Heiter bis tödlich: Koslowski & Haferkamp (Fernsehserie, Folge Kommissar auf Eis)
- 2014: Besondere Schwere der Schuld (Fernsehfilm)
- 2014: Mord mit Aussicht (Fernsehserie, Folge Lovehotel Traube)
- 2014: Tatort – Ohnmacht (Fernsehreihe)
- 2014: Tatort – Mord ist die beste Medizin
- 2015: Schuld nach Ferdinand von Schirach (Fernsehserie, Folge Ausgleich)
- 2015: Vorsicht vor Leuten (Fernsehfilm)
- 2015: Einstein (Fernsehfilm)
- 2015: Starfighter – Sie wollten den Himmel erobern (Fernsehfilm)
- 2015: Boy 7
- 2015–2019: Meuchelbeck (Fernsehserie, 12 Folgen)
- 2015: Herzensbrecher – Vater von vier Söhnen (Fernsehserie, Folge Herzlich willkommen!)
- 2015, 2017, 2024: SOKO Köln (Fernsehserie, verschiedene Rollen, 3 Folgen)
- 2015–2020: Rentnercops (Fernsehserie, 24 Folgen)
- 2016: Notruf Hafenkante (Fernsehserie, Folge Bis zum Umfallen)
- 2016: Alarm für Cobra 11 – Die Autobahnpolizei (Fernsehserie, Folge Die Chefin)
- 2016: Neu in unserer Familie – Ein Baby für alle (Fernsehfilm)
- 2016: Polizeiruf 110 – Im Schatten (Fernsehreihe)
- 2016: Heldt (Fernsehserie, Folge Die Kakerlake)
- 2016: Der Traum von Olympia (Fernsehfilm)
- seit 2016: Die Chefin (Fernsehserie, 14 Folgen)
- seit 2016: Rabenmütter (Sketch-Comedy-Serie, 8 Folgen)
- 2017–2019: Einstein (Fernsehserie, 12 Folgen)
- 2017: Frau Temme sucht das Glück (Fernsehserie, 2 Folgen)
- 2017: Bettys Diagnose (Fernsehserie, Folge Nachtschicht)
- 2017: Die Kanzlei (Fernsehserie, Folge Hunger)
- 2017: Tatort – Böser Boden (Fernsehreihe)
- 2018: Der Zürich-Krimi: Borchert und die letzte Hoffnung (Fernsehreihe)
- 2018: SOKO Wismar (Fernsehserie, Folge Aus Liebe)
- 2018: In aller Freundschaft (Fernsehserie, Folge Steh deinen Mann!)
- 2018: Mackie Messer – Brechts Dreigroschenfilm
- 2018: Familie Dr. Kleist (Fernsehserie, Folge Abschied)
- 2019: WaPo Bodensee (Fernsehserie, Folge Böse Freunde)
- 2019: Billy Kuckuck – Eine gute Mutter (Fernsehreihe)
- 2019: Weil du mir gehörst (Fernsehfilm)
- 2019: Eine Klasse für sich (Fernsehfilm)
- 2020: Der Staatsanwalt: Null Toleranz (Fernsehfilm)
- 2020: Das Geheimnis der Freiheit (Fernsehfilm)
- 2020: SOKO Leipzig (Fernsehserie, Folge Im Auge des Gesetzes)
- 2020: Deutscher (Fernseh-Vierteiler)
- 2021: Notruf Hafenkante (Fernsehserie, Folge Die Party ist vorbei)
- 2021: Die Füchsin: Treibjagd (Fernsehreihe)
- 2021: Bettys Diagnose (Fernsehserie, Folge Der Schein trügt)
- seit 2022: Malibu (Fernsehreihe)
  - 2022: Camping für Anfänger
  - 2022: Ein Zelt für drei
  - 2023: Schwesterherzen
  - 2023: Küss den Frosch
  - 2023: Mein Traum, dein Traum
- 2022: Die Bürgermeisterin (Fernsehfilm)
- 2022: Strafe – Der Dorn (Fernsehreihe)
- 2023: Die Chefin (Fernsehserie, Folge Gespenster)
- 2024: Die Ermittlung
- 2025: Eine mit Herz – Familiengeheimnisse (Fernsehreihe)